# Cephalobyrrhus nepalensis
Cephalobyrrhus nepalensis är en skalbaggsart som beskrevs av Andreas Pütz 1998. Cephalobyrrhus nepalensis ingår i släktet Cephalobyrrhus och familjen lerstrandbaggar. Inga underarter finns listade i Catalogue of Life.